# Alloscirtetica tristrigata
Alloscirtetica tristrigata är en biart som först beskrevs av Maximilian Spinola 1851.  Alloscirtetica tristrigata ingår i släktet Alloscirtetica och familjen långtungebin. Inga underarter finns listade i Catalogue of Life.